# 阿氏齧脂鯉
阿氏齧脂鯉，為輻鰭魚綱脂鯉目脂鯉亞目脂鯉科的其中一個種。分布於南美洲亞馬遜河流域，體長可達6.6公分，棲息在底中層水域，生活習性不明。